# Ан (кралска принцеса)
Ан, кралска принцеса (на английски: Anne, Princess Royal), пълно име Ан Елизабет Алис Луиз (на английски: Anne Elizabeth Alice Louise; * 15 август 1950, Кларънс Хаус, Уестминстър, Великобритания), е член на британското кралско семейство. Тя е второто дете и единствената дъщеря на кралица Елизабет II и принц Филип, херцог на Единбург, и единствената сестра на крал Чарлз III. Тя носи титлата „кралска принцеса“ от 1987 г. Към септември 2022 г. Ан е 16-та поред в линията за наследяване на британския трон.
Родена в Кларънс Хаус, Ан получава образованието си в частното девическо училище „Бененден“ (Кент, Англия) и започва да поема кралски задължения, когато навършва 18 г. Тя става уважавана конна ездачка, печелейки един златен медал през 1971 и два сребърни медала през 1975 г. на Европейското първенство по конен триатлон. През 1976 г. тя става първият член на британското кралско семейство, участвал в Олимпийските игри.
Кралската принцеса изпълнява официални задължения и ангажименти от името на по-големия си брат Чарлз. Тя е патрон или президент на над 300 организации, включително WISE, Riders for health и Carers Trust. Нейната благотворителна дейност се свързва със спорта, науката, хората с увреждания и здравето в развиващите се страни. Тя е свързана със Save the children повече от петдесет години и е посетила редица техни проекти.
Ан се омъжва за капитан Марк Филипс през 1973 г.; те се разделят през 1989 и се развеждат през 1992 г. Двамата имат две деца: Зара и Питър Филипс, и петима внуци. Месеци след развода си Ан се омъжва за командир (по-късно вицеадмирал) сър Тимъти Лорънс, когото среща, докато той служи като адютант на майка ѝ между 1986 и 1989 г.
През 1988 г. принцеса Ан става член на Международния олимпийски комитет (МОК).

## Ранен живот и образование
Ан е родена по време на управлението на нейния дядо по майчина линия, крал Джордж VI, в Кларънс Хаус, Уестминстър, Лондон, на 15 август 1950 г. в 11:50 сутринта местно време, като второ дете и единствена дъщеря на принцеса Елизабет, херцогиня на Единбург (бъдеща кралица Елизабет II), и съпруга ѝ принц Филип, херцог на Единбург. Салют от 21 оръдия в Хайд Парк известява за раждането. Тя е кръстена в Музикалната зала на Бъкингамския дворец на 21 октомври 1950 г. от архиепископа на Йорк Сирил Гарбет и има пет кръстници. По време на раждането си е трета в линията за наследяване на британския трон след майка си (по това време принцеса Елизабет) и по-големия брат Чарлз. Тя се издига до второ място след възкачването на майка си на престола, а към септември 2022 г. е 16-та поред.
- Принц Филип (1921 – 2021), херцог на Единбург,
 баща
- Кралица Елизабет II (1926 – 2022),
 майка
- Принц Андрю Гръцки и Датски (1991 – 1944),
 дядо по бащина линия
- Принцеса Алис Батемберг (1885 – 1969),
 баба по бащина линия
- Крал Джордж VI (1895 – 1952),
 дядо по майчина линия
- Кралица Елизабет (1900 – 2002),
 баба по майчина линия
- Крал Чарлз III (1948),
 брат
- Принц Андрю, херцог на Йорк (1960),
 брат
- Принц Едуард, граф на Уесекс (1964),
 брат

Катрин Пийбълс е назначена като гувернантка, за да се грижи за Ан и другите ѝ братя и сестри – Чарлз, Андрю и Едуард, и отговаря за ранното ѝ образование в Бъкингамския дворец. След смъртта на дядо ѝ по майчина линия, крал Джордж VI, през февруари 1952 г. майката на Ан се възкачва на трона като кралица Елизабет II.
Първа момичешка група на Бъкингамския дворец (1st Buckingham Palace Company), съществуваща от 9 юни 1937 г., е преформирана през май 1959 г. , специално за да може Ан, подобно на майка ѝ и леля ѝ Маргарет като деца, да общува с момичета на нейната възраст. Групата е активна до 1963 г., когато Ан отива в интернат – частното девическо училище Бененден (Кент, Англия). През 1968 г. тя завършва училище с шест O-степени и две A-степени (матури).
Тя започва да поема кралски ангажименти през 1969 г., на 18-годишна възраст.
През 1970 г. тя за кратко има връзка с Андрю Паркър-Боулс, който по-късно се жени за Камила Шанд. Много по-късно Шанд се жени за брата на Ан, принц Чарлз, като негова втора съпруга. Ан също е свързана за кратко с олимпийския конен състезател Ричард Мийд.

## Конен спорт
През пролетта на 1971 г. принцеса Ан завършва на четвърто място на Конните изпитания „Ръшол“. Със своя домашно отгледан кон Дублет (* 1963, † 1974), който е подарък от майка ѝ, през 1971 г. 21-годишната принцеса печели индивидуалната титла на Европейското първенство по конен триатлон и е избрана за Спортна личност на годината на Би Би Си. Тя също така язди победители в конни надбягвания, състезавайки се в „Гранд Милитари Стийпълчейз“ на Хиподрум „Сандаун Парк“ и в „Даймън Стейкс“ на Роял Аскът. Повече от пет години Ан се състезава с Британския отбор по конен триатлон с коня си Дублет. Тя получава нараняване по време на Конните изпитания „Бадминтон“ през пролетта на 1972 г. и печели сребърен медал както в индивидуалните, така и в отборните дисциплини през 1975 г. на Европейско първенство по конен триатлон.
През 1976 г. принцесата участва в Летните олимпийски игри в Монреал (Канада) като член на британския отбор, яздейки коня на кралицата, Гудуил, на триатлона. Тя получава мозъчно сътресение по средата на трасето, но се качва отново и завършва събитието; заявява, че не може да си спомни да е направила останалите скокове. Британският отбор се оттегля от състезанието, след като два коня са ранени.
Тя завършва шеста на Конните изпитания Бадминтон в село Бадминтон (Глостършър) през 1979 г. През 1985 г. язди в благотворително конно състезание, част от Епсом Дерби в град Епсом (Съри), завършвайки четвърта.
Ан поема председателството на Международната федерация по конен спорт от 1986 до 1994 г.
На 5 февруари 1987 г. става първият член на кралското семейство, който се появява като състезател в телевизионна игра, когато се състезава в панелната игра на Би Би Си „Въпрос на спорт“ (A Question of Sport).
Принцесата е патрон на Асоциацията за езда на хората с увреждания от 1971 г. и става неин президент през 1985 г. – позиция, която тя все още заема към 2022 г.

## Бракове и потомство

### Брак с Марк Филипс
Ан се запознава с Марк Филипс, лейтенант от Първа драгунска гвардия на кралицата, през 1968 г. на парти за любителите на ездата. Техният годеж е обявен на 29 май 1973 г. На 14 ноември 1973 г. двойката се жени в Уестминстърското абатство, Лондон на телевизионна церемония с приблизителна публика от 100 млн. души. Впоследствие те се установяват в Гаткомб Парк – провинциална резиденция в Глостършър. Както е обичайно за нетитулованите мъже, които се женят за дами от кралското семейство, на Филипс е предложена графска титла, която той отказва и следователно техните деца са родени без титли. Ан и съпругът ѝ имат две деца: Питър (роден през 1977 г.) и Зара (родена през 1981 г.). Ан и Филипс имат петима внуци.
На 31 август 1989 г. Ан и Филипс обявяват намерението си да се разделят; двойката рядко е виждана на публично място заедно и двамата са романтично свързани с други хора. Те споделят попечителството над децата и първоначално обявяват, че нямат планове за развод“. Въпреки това на 13 април 1992 г. Дворецът обявява, че Ан е подала молба за развод, който е финализиран десет дни по-късно.

### Брак със сър Тимъти Лорънс
Ан се запознава с Тимъти Лорънс, командир на Кралския флот, докато той служи на Кралската яхта „Британия“. Връзката им се развива в началото на 1989 г., три години след като той е назначен за equerry, т.е за личен адютант на кралицата. През 1989 г. съществуването на частни писма от Лорънс до принцесата е разкрито от в. „Сън“. Двойката сключва брак в църквата Крати Кърк в село Кърк близо до замъка Балморал в Шотландия на 12 декември 1992 г. Почти 30 гости са поканени на частната брачна служба. За разлика от Църквата на Англия по онова време, Църквата на Шотландия смята брака за религиозен ритуал, а не за тайнство и разрешава повторния брак на разведени лица при определени обстоятелства. Ан става първата разведена жена от кралското семейство, която се омъжва повторно след принцеса Виктория Мелита Сакс-Кобург-Готска, внучка на кралица Виктория. За сватбената си церемония Ан носи бяло сако върху „скромна рокля, дълга до коленете“ и бели цветя в косата. Нейният годежен пръстен е направен от „кабошон сапфир, ограден от три малки диаманта от всяка страна". След брачната служба двойката и гостите се отправят към замъка Балморал за частен прием. Лорънс не получава перство.

## Опит за отвличане
На 20 март 1974 г. принцеса Ан и съпругът ѝ Марк Филипс се връщат в Бъкингамския дворец от благотворително събитие, когато Форд Ескорт принуждава колата им Принцеса Остин да спре на ул. „Мол“ в Лондонското Сити. Шофьорът на Ескорта, Иън Бол, изскача и започва да стреля с пистолет. Инспектор Джеймс Уолъс Бийтън, личният полицай на Ан, излиза от колата, за да я предпази и да се опита да обезоръжи Бол, но огнестрелното му оръжие, Валтер ППК, засича и той е ранен от Бол. Ранен е и шофьорът на Ан, Алекс Календър, когато се опитва да обезоръжи нападателя. Брайън Макконъл, намиращ се наблизо таблоиден журналист, също се намесва и е прострелян в гърдите. Бол се приближава до колата на Ан и ѝ казва, че възнамерява да я отвлече и да я задържи за откуп, като сумата, дадена от различни източници, е 2 или 3 млн. лири, които той твърди, че възнамерява да даде на Националната здравна служба. Бол нарежда на Ан да излезе от колата, на което тя отговаря с „Малко вероятно!“ Съобщава се, че тя за кратко обмисля да го удари. В крайна сметка принцесата излиза от другата страна на лимузината, както и нейната придворна дама. Преминаващ пешеходец, бивш боксьор на име Рон Ръсел, удря Бол и отвежда принцесата настрана. В този момент на местопрестъплението се появява конетабъл Майкъл Хилс, но и той е прострелян от Бол. Полицаят обаче вече е извикал полицейско подкрепление. Детектив-конетабъл Питър Едмъндс отговаря на повикването, преследва престъпника и го арестува.
Бийтън, Хилс, Календър и Макконъл са хоспитализирани и се възстановяват от раните си. Бийтън е награден с Кръст на Свети Георги от кралицата, която по време на инцидента е на посещение в Индонезия. Хилс и Ръсел са наградени с Медал на Свети Георги, а Календър, Макконъл и Едмъндс – с Медал за храброст на кралицата. Ан посещава Бийтън в болницата и му благодари за помощта. През 1983 г. тя говори за събитието в телевизионната програма „Паркинсон“, като казва, че е била „изключително учтива“ с Бол, тъй като смятала, че е щяло да бъде „глупаво да бъде твърде груба на този етап“.
Бийтън, който е единственият бодигард на Ан, по-късно казва за кралската сигурност: „Нямах нищо… Нямаше резервно превозно средство. Обучението не съществуваше; но от друга страна [мислехме], че нищо няма да се случи. Сега те са високо специализирани, високо обучени." Веднага след нападението е спряно използването само на един охранител, а пистолетът Валтер ППК е заменен.
Бол се признава за виновен в опита за убийство и отвличане. Към септември 2022 г. той все още е задържан съгласно Закона за психичното здраве в болница Броадмур в село Кроуторн (Бъркшър), след като е диагностициран с шизофрения.
Опитът за отвличане на принцеса Ан е във фокуса на продуцираната от Телевизия „Гранада“ документална драма „Да отвлечеш принцеса“ (To Kidnap a Princess) от 2006 г. и вдъхновява сюжетни линии в романа на Том Кланси „Патриотични игри“.

## Дейности
Ан поема редица задължения и ангажименти от името на суверена. Кевин С. Маклауд, тогавашният канадски секретар на кралицата, казва за Ан през 2014 г.: „Нейното кредо е „Дръж ме зает“. Тук съм, за да работя. Тук съм, за да правя добри неща. Тук съм, за да се срещна с възможно най-много хора". През декември 2017 г. е съобщено, че кралската принцеса е поела най-много официални ангажименти през тази година от цялото кралско семейство. Сред кралските си посещения принцесата е обиколила Норвегия, Ямайка, Германия, Австрия, Нова Зеландия и Австралия.
Първият ѝ публичен ангажимент е при откриването на образователен и обучителен център в Шропшър през 1969 г. Ан пътува в чужбина от името на Обединеното кралство до три пъти годишно. Тя започва да предприема задгранични посещения след завършване на средното училище и придружава родителите си на държавна визита в Австрия през същата година. Първата ѝ обиколка на Австралия е с родителите й през 1970 г., след което се връща много пъти, за да поеме официални ангажименти като главнокомандващ австралийски полк или да присъства на мемориали и служби като Националната мемориална служба за жертвите на Горските пожари в Черната събота в Мелбърн на 22 февруари 2009 г. През 1990 г. тя е първият член на кралското семейство, който прави официално посещение в Съветския съюз, когато отива там като гост на президента Михаил Горбачов и неговото правителство.
Принцеса Ан участва в над 300 благотворителни организации и организации в официално качество. Тя работи широко за Сейв дъ Чилдрен, като е негов президент от 1970 до 2017 г. и патрон повече от 50 години. Тя посещава проекти на организацията в Бангладеш, Сиера Леоне, Южна Африка, Мозамбик, Етиопия и Босна и Херцеговина. В резултат на своята работа е номинирана за Нобелова награда за мир през 1990 г. от Кенет Каунда, президент на Замбия. 
Тя инициира Тръста на Кралската принцеса за болногледачите (The Princess Royal Trust for Carers) през 1991 г. Ан е патрон на Трансейд (Transaid) – благотворителна организация, основана от Сейв дъ Чилдрен, и Квалифицирания институт по магистрали и транспорт, чиято цел е да осигури безопасен и устойчив транспорт в развиващите се страни. Тя също така е кралски патрон на WISE – организация, която насърчава младите жени да преследват кариера в науката, инженерството и строителството. Нейната обширна работа за Линейка „Сейнт Джон“ (свързани организации в различни страни, които обучават и предоставят първа помощ и спешни медицински услуги) като главнокомандващ Кадетите на Линейка „Сейнт Джон“ помага за развитието на много млади хора, тъй като тя ежегодно присъства на приема за наградите Гранд Прайър. Тя е патрон на Първа помощ на Сейнт Андрю – шотландска благотворителна организация за предоставяне на услуги за превоз с линейка.
Принцесата е британски представител в Международния олимпийски комитет като администратор и е била член на Организационния комитет на Лондон за Олимпийските игри. Тя също е президент на Британската олимпийска асоциация. Тя е президент на БАФТА от 1973 до 2001 г. През 1985 г. Ан става президент на Асоциацията за езда на хората с увреждания, след като служи като техен патрон в продължение на 14 години. През 1986 г. е назначена за майстор на Почитаемата компания на кочияшите – една от 101-те стари професионални организации (ливрейни компании) и гилдии в Лондон.
Принцесата поддържа връзка със студентския спорт и е патрон на Британски спорт в университетите и колежите – ръководният орган за спорт във висшето образование в Обединеното кралство. Тя е патрон на Кралската национална фондация на децата от 2002 г., а от 2016 г. – на Музея на индустриалното наследство „Ероуспейс Бристъл“.
След пенсионирането на Кралицата-майка през 1981 г. принцеса Ан е избрана от възпитаниците на Лондонския университет за канцлер и е на тази позиция от тогава. През май 1996 г. Ан служи като Лорд Върховен комисар на Нейно Величество към Общото събрание на Шотландската църква и отново заема поста през 2017 г. През 2007 г. е номинирана от кралицата за Велик магистър на Кралския викториански орден – позиция, която е заемала и нейната баба. Тя е кралски член на Кралското дружество и на Академията на медицинските науки. Кралските членове са членове на кралското семейство, които се препоръчват и избират от Съвета на дружеството. Кралското дружество към 2022 г. има четири кралски членове: Ан, племенникът ѝ Уилям, принц на Уелс, братята ѝ Едуард, херцог на Кент, и крал Чарлз III. Тя е първият кралски член на Академията на медицинските науки.
Тя е избрана за канцлер на Едингбургския университет на 31 март 2011 г., наследявайки баща си, който се оттегля от ролята през 2010 г. Канцлерът е титулярният ръководител на университета и сред задълженията му са присъждане на степени, популяризиране на имиджа на университета по света и насърчаване на неговите интереси, както в Шотландия, така и извън нея. По същия начин през 2011 г. принцеса Ан приема ролите на президент на Института за Сити и гилдиите на Лондон (City and Guilds of London Institute) – образователна организация в Обединеното кралство, основана на 11 ноември 1878 г. от Лондонското Сити и 16 ливрейни компании, магистър на Корпорация „Тринити Хаус“ (Trinity House) – официалният орган за фарове в Англия, Уелс, Нормандските острови и Гибралтар, и официален орган за дълбоководен пилотаж, осигуряващ експертни навигатори за кораби, търгуващи във водите на Северна Европа, както и ролята на президент на Кралското дружество на изкуствата, също наследница на баща си. Ан е била президент на Конференцията за изследване на Общността на нациите (Commonwealth Study Conference) – инициатива, основана от нейния баща, проведена в Оксфорд през 1956 г. за изучаване на човешките аспекти на индустриалните въпроси в страните от Общността на нациите.
Тя също така е патрон на Кралския колеж за професионални терапевти, Кралския колеж на акушерките, Въздушната линейка Магпас, Кралската школа по ветеринарни науки (Дик Вет) на Единбургския университет, Кралския Холоуей на Лондонския университет – държавен изследователски университет и съставен колеж на федералния Лондонски университет, чийто кампус е западно от град Егъм, Съри, Международния студентски дом Лондон – набор от квартири за международни и британски студенти в града, Международния тръст на оцелелите от сярна киселина – базирана в Обединеното кралство международна НПО, целяща да сложи край на насилието с киселина и изгаряния на глобално ниво, Гилдията на гражданките (Townswomen's Guild) – втората по големина организация на британските жени, Граждански съвети (Citizens' Advice) – независима организация, специализирана в поверителна информация и съвети за подпомагане на хора с правни, дългови, потребителски, жилищни и други проблеми в Обединеното кралство. Патрон е на Кралския едингбурски военен оркестър (Royal Edinburgh Military Tattoo) – ежегоден парад на военни оркестри, изпълняван през август в Едингбург от Британските въоръжени сили, Британската общност и международните военни оркестри и екипи за художествени изпълнения.
Тя представлява Великобритания в Международния олимпийски комитет на Зимните олимпийски игри в Сочи през 2014 г. През август 2016 г. Ан се завръща в Русия, за да посети руския град Архангелск за 75-ата годишнина от Операция „Дервиш“, която е първият арктически конвой от Втората световна война, с който западните Съюзници доставят материали на Съветския съюз срещу нацистка Германия. В края на октомври 2016 г. Кралската принцеса посещава малайзийския щат Саравак за двудневна учебна обиколка. През 2017 г. става Главен настоятел на Почитаемата компания на търговците на риба, както и ръководител на Училище „Гришам“ в град Холт, Норфолк. През 2021 г. тя става патрон на Мърси Шипс – международна благотворителна организация, която управлява най-големите неправителствени болнични кораби в света.
През април 2022 г. Ан и съпругът ѝ са на обиколка в Австралия и Папуа Нова Гвинея, за да отбележат Платинения юбилей на кралицата.
На 12 септември 2022 г. в Катедрала „Сейнт Джайлс“ в Единбург Ан става първата жена, участвала в Бдението на принцовете, пазейки ковчега на майка си. Това се повтаря в Уестминстър Хол на 16 септември.

## Публичен имидж и стил
Ан е наричана „най-надеждната котва" на кралското семейство и „фар на добрата, старомодна обществена служба", като е изпълнила над 20 000 ангажимента от 18-ия си рожден ден. В ранната си зряла възраст тя е споменавана като „кралски ренегат“, тъй като избира да се откаже от титлите за децата си, въпреки че е „резервната на наследничка“. Медиите често наричат младата Ан отчуждена и надменна, давайки ѝ прозвището „Нейна кралска грубост“. Тя предизвиква полемика, когато казва на фотографите да се „разкарат“ от Конното състезание в Бадминтон през 1982 г. Сп. „Венити Феър“ пише, че Ан „има репутацията, че е наследила прословутия остър език и остроумието на баща си". За ранната си публична роля тя казва: „Не става въпрос само за „мога ли да получа отметка в квадратчето, за да направя това?“ Не, става дума за служене… Отне ми вероятно 10 години, преди наистина да се почувствам достатъчно уверена, за да допринеса за публичните дебати на Сейв дъ Чилдрен, защото трябваше да разберете как работи на място и това изискваше много широко покритие. Така че ранните ми пътувания бяха наистина важни."
Ан остава една от най-популярните кралски особи на Великобритания. Редакторът на в. „Телеграф“ Камила Томини я нарича „национално съкровище“, като пише, че е „приветствана като един от големите английски ексцентрици“, чиято работна етика допринася за уважението й. Томини пише, че публичната роля на Ан е „противоречие както на ръководителя на протокола, така и на случаен нарушител на правилата“. Съобщава се, че Ан настоява сама да се гримира и си прави прическа, и сама да ходи на ангажименти, като се признава за виновна за две отделни глоби за превишена скорост поради закъснение. Тя не се ръкува с публиката по време на разходки, казвайки: „Теорията беше, че не можеш да се ръкуваш с всички, така че не започвай“. Членове на обществеността са я виждали как поправя огради в имението си Гаткомб и се реди на опашка за тоалетна на конните състезания на дъщеря си. Нейната репутация е съчетана и със застъпничеството ѝ за каузи извън мейнстрийма, като ангажимента за Фондация „Мокри колела“ (Wetwheels Foundation) за достъпно плаване и за Националния музей на фара. На 60-ия и 70-ия ѝ рожден ден Би Би Си и сп. „Венити Феър“ я питат дали ще се пенсионира и тя отрича и двата пъти, цитирайки примера на родителите си, както и ангажимента си към кралските си задължения. Публичната личност на Ан е описана като „не понася леко глупаците", като същевременно поддържа „все още впечатляващо ниво на грация и учтивост“.
Редакторът на британския „Вог“ Едуард Енинфул казва, че „принцеса Ан е истинска икона на стила и е била изцяло за устойчива мода, преди останалите да разберем какво значи това“. Нейният стил е известен със своята вечност; тя разчита почти единствено на британските модни марки, като нейни отличителни белези са туидът и костюмите по поръчка. Тя е известна с рециклирането на тоалети, като роклята ѝ с флорални щампи, носена както на сватбата на Чарлз и Даяна през 1981 г., така и на сватбата на лейди Роуз Уиндзор през 2008 г. Ан е патрон на Асоциацията за мода и текстил в Обединеното кралство. Тя е известна с това, че носи смели модели и живи цветове. Изборът ѝ на стил често отразява нейния интерес към конния спорт, както и практичността на нейния забързан график. През 70-те и 80-те години тя често е снимана да носи тенденции като буфан ръкави, жилетки, ярки флорални мотиви и многоцветни райета. Ан е и една от малкото жени в кралското семейство, които носят военна униформа. Според в. „Гардиън“ тя рядко е виждана без брошка по време на кралски събития. Нейните модни стилове включват жокейски шапки и шапки в различни цветове и смели шарки. Тя връчва Наградата на кралица Елизабет II за британски дизайн на Седмицата на модата в Лондон през 2020 г. Ан се появява на три корици на британския „Вог“: след като се появява за първи път в септемврийския брой от 1971 г. на 21-годишна възраст, тя се появява и в изданията от май и ноември 1973 г. в чест на годежа ѝ с Марк Филипс. Тя е представена на корицата на броя на сп. „Венити Феър“ от май 2020 г.
Ан е първият член на кралското семейство, осъден за престъпление. През ноември 2002 г. тя се признава за виновна по обвинение за държане на опасно куче извън контрол – престъпление съгласно Закона за опасните кучета от 1991 г., и е глобена с 500 лири.

## Титли, обръщения, звания, гербове и щандарти

### Титли и обръщения
- 15 август 1950 г. – 6 февруари 1952 г.: Нейно кралско височество принцеса Ан Единбургска[N 5]
- 6 февруари 1952 г. – 14 ноември 1973 г.: Нейно кралско височество принцеса Ан
- 14 ноември 1973 г. – 13 юни 1987 г.: Нейно кралско височество принцеса Ан, г-жа Марк Филипс[141]
- 13 юни 1987 г. – настояще: Нейно кралско височество Кралската принцеса

Ан е седмата кралска принцеса – наименование, давано само на най-голямата дъщеря на суверена. Предишната притежателка е дъщерята на крал Джордж V, Мери, графиня на Харууд.

### Отличия
Общност на нациите
- 2 юни 1953 г.: Коронационен медал на кралица Елизабет II
- 1969: Кралски семеен орден на кралица Елизабет II[142]
- 15 август 1974 г.: Голям кръст на Дама на Кралския викториански орден (GCVO) – велик магистър от 20 април 2007 г.[143][144][145]
- 6 февруари 1977 г.: Сребърен юбилеен медал на кралица Елизабет II[146]
- 1989: Декорация на канадските сили (CD) с две закопчалки
- 1990: Допълнителен придружител на Ордена за служба на кралицата (QSO)
- 9 февруари 1990 г.: Възпоменателен медал на Нова Зеландия
- 23 април 1994 г.: Кралски рицар на Най-благородния орден на жартиерата (KG)[147][144][148][149]
- 30 ноември 2000 г.: Допълнителен рицар на най-древния и най-благороден Орден на бодила (KT)[150][151]
- 6 февруари 2002 г.: Златен юбилеен медал на кралица Елизабет II
- 7 юни 2005 г.: Възпоменателен медал за стогодишнината на Саскачеван[152]
- 29 септември 2005 г.: Главен велик събрат на Ордена на Логоху (GCL)[153]
- 5 май 2009 г.: Голям кръст на Дама на най-почитания орден на болницата на Св. Йоан Йерусалимски (GCStJ)[154]
  - 25 януари 1971 г.: Дама на правосъдието на най-почитания Орден на Св. Йоан Йерусалимски (DJStJ)[155]
- 6 февруари 2012 г.: Диамантен юбилеен медал на кралица Елизабет II[156]
- 2016: Военноморски медал за дълга служба и добро поведение и 2 закопчалки
- 6 февруари 2022 г.: Платинен юбилеен медал на кралица Елизабет II
- Медал за служба на Ордена на Св. Йоан с 2 златни кюлчета

Чуждестранни
- 1969: Голяма декорация за заслуги в златно с лента за заслуги на Австрийската република[157]
- 1969: Комендант Голям кръст на Ордена на бялата роза на Финландия
- 1971: Голяма панделка на Ордена на скъпоценната корона
- 1971: Възпоменателен медал за 2500-тата годишнина от създаването на Персийската империя[158][159]
- 1972: Голям кръст на Ордена на Дом Оранж
- 1972: Голям кръст на Ордена на дъбовата корона
- 1972: Член 1-ви клас на Ордена на югославския флаг
- 2017: Орден на Изабела Католичка[160]
- 2017: Голям кръст 2-ри клас на Националния орден на Мадигаскар[161]
- 2021: Голям кръст на Ордена за заслуги

### Звания
Членства
- 1986: Член на Кралския колеж на ветеринарните хирурзи (FRCVS)
- 1987: Кралски член на Кралското дружество (FRS)[90]
- 198?: Сътрудник и вицепрезидент на Шотландското кралско географско дружество (FRSGS)[162]
- 1999: Почетен член на Едингбургското кралско дружество (FRSE)[163]
- 2006: Почетен сътрудник на Квалифицирания институт по по магистрали и транспорт
- 2010: Кралски сътрудник на Кралската академия по инженерство (FREng)[164]
- 2011: Президент на Кралското дружество на изкуствата (RSA)[165]
- 2012: Кралски сътрудник на Академията на медицинските науки (FMedSci)
- 2017: Почетен член на Кралската колегия на хирурзите в Англия (FRCS)[166]
- 16 май 2019 г.: Почетен член на Канадското кралско географско дружество (FRCGS)[167]
- 2021: Президент на Смеатонското дружество по строително инжинерство[168]

Граждански
- 1986: Майстор на Почитаемата компания на кочияшите[169][170]
- 1994: Майстор на Почитаемата компания на търговците на вълна[171]
- 1996, 2017: Лорд Върховен комисар, Общо събрание на Шотландската църква[172]
- 2001: Майстор на Почитаемата компания на фермерите[173]
- 2017: Главен настоятел на Почитаемата компания на търговци на риба[174]

Академични
- 1981: Канцлер на Лондонския университет[175]
- 2011: Канцлер на Единбургския университет[176]
- 2012: Канцлер на Университета на планининските земи и островите (Шотландия)[177]
- 2013: Канцлер на Университет „Харпър Адамс“ (Шропшър)[178]

Почетни академични степени
- 2004: Доктор по право на Университет „Регина“, Саскачеван (LLD)[179]
- 2010: Доктор по право на Мемориален университет на Нюфаундленд (LLD)[180]
- 2011: Доктор на науките на Университет Кранфийлд (DSc)[181]
- 2020: Доктор по право на Университета на Абърдийн (LLD)[182]

Други
- 2015: Почетен член на Кралския и древен голф клуб на Сейнт Андрюс[183]

### Военни звания
Както при другите висши кралски особи принцеса Ан има редица назначения във въоръжените сили на кралствата на Общността на нациите:
 Австралия
- 1977 – : Главнокомандващ полковник на Кралския австралийски корпус за сигнализация[184]
- 2011 – : Главнокомандващ полковник на Кралския австралийски транспортен корпус[185]

 Канада
- 1972 – : Главнокомандващ полковник на the 8-ми канадски хусарски полк (на Принцеса Луиза)[186]
- 1977 – : Главнокомандващ полковник на Лесничеите на Грей и Симко[187]
- 1977 – : Главнокомандващ полковник на Отдел „Комуникации и електроника“[187][188]
- 1982 – : Главнокомандващ полковник на Кралски пушки „Регина“[189]
- 1987 – : Главнокомандващ полковник на Кралски нюфаундлендски полк[188]
- 2003 – : Главнокомандващ полковник на Кралска канадска медицинска служба[190]
- 2014 – : Главнокомандващ полковник на Канадските кралски хусари[191]
- 2015 – : Главен командир на Кралските канадски военноморски сили (Тихоокеанска флота)[192]
- 2017 – : Заместник комисар на Канадската кралска конна полиция[193]

 Нова Зеландия
- 1977 – : Главнокомандващ полковник на Корпуса за медицински сестри на Кралската армия на Нова Зеландия[194]
- 1977 – : Главнокомандващ полковник на Кралския новозеландски корпус за сигнализация[194]

 Обединено кралство
- 1970 – 2007: Главнокомандващ полковник на Полка на лесничеите на Уорчестър и Шерууд (29-ти/45-ти пехотен)[195]
- 1977 – : Главнокомандващ полковник на Кралския корпус за сигнализация[196]
- 1981 – : Главнокомандващ полковник на Мед. сестри за бърза помощ на доброволческата кавалерия (Доброволчески корпуси на Кралската принцеса)[197]
- 1983 – 2006: Главнокомандващ полковник на Кралските шотландци (Кралски полк)[198]
- 1989 – : Кралски почетен полковник на Лондонския университет – Корпус за обучение на офицерите[198]
- 1992 – : Главнокомандващ полковник на Кралските хусари на краля[199]
- 1992 – : Главнокомандващ полковник на Кралските логистични корпуси[199]
- 1993 – : Асоцииран главен полковник на Гурките за сигнализация на кралицата[198]
- 1993 – : Асоцииран главен полковник на Собствения на кралицата логистически полк на гурките[198]
- 1998 – : Полковник на Блус и Роялс[198][200]
- 2003 – : Главнокомандващ полковник на Кралския армейски ветеринарен корпус[201]
- 2006 – : Кралски полковник на Шотландските кралски граничари, 1-ви батальон на Шотландския кралски полк[198]
- 2006 – : Кралски полковник на 52-ри доброволчески низинен батальон, 6-и батальон на Шотландския кралски полк[198]
- 2022 – : Главнокомандващ полковник на Разузнавателния корпус[202]
- 1977 – 2011: Почетен въздушен командир на база RAF Lyneham[198]
- 1993 – : Почетен въздушен командир на въздушната ескадрила на Лондонския университет[198]
- 2011 – : Почетен въздушен командир на База RAF Брайз Нортън[203]
- 1974 – 1993: Главнокомандващ на Женската кралска военноморска служба[204]
- 1993 – : Главен комендант на Жените в Кралските военноморски сили[205][206]
- 2006 – : Главен командир на HMNB Портсмут[207]
- 2021 – : Адмирал на Морския кадетски корпус[208]
- 1988 – : Дама спонсор на HMS Talent (S92)[209]
- 2001 – : Дама спонсор на HMS Albion (L14)[209][210]

Други
- 1971 – 2014: Дама спонсор на TS Royalist[211]

### Военни чинове
Британска армия
- 15 август 2020: Генерал[212][213]

Кралски военноморски сили
- 15 август 1993: Контраадмирал
- 15 август 2009: Вицеадмирал
- 15 август 2012: Адмирал[214]

Кралски военновъздушни сили
- 15 август 2020: Главен маршал на авиацията[212][215][216]

### Герб
Личният герб на Кралската принцеса Ан, от 1962 г., е Кралският герб на Обединеното кралство, различаващ се по сребристата бризура с три върха: в централния има червено сърце, а в първия и третия – червен кръст на Свети Георги.
Надшлемникът е короната на дете на суверена.
Щитът е разделен на четири: първата и четвъртата четвърт са гербовете на Англия, втората на Шотландия, третата на Ирландия. Първата и четвъртата четвърт са в червено с три леопардоподобни лъва със светлосини нокти и език. Втората четвърт е в златисто с червен лъв, изправен на две лапи, със светлосини лапи и език, в двойна рамка с червени хералдически лилии. Третата четвърт е светлосиня с позлатена арфа със сребристи струни.
Десният щитодръжец е златист лъв, изправен на двете си задни лапи с корона, а левият – сребрист еднорог, изправен на две копита, със златисти грива и рог, и със златиста корона на шията, украсена с кръстове и хералдически лилии. От короната тръгва верига, преминаваща зад гърба и през двата предни крака на еднорога.
Кръгът на жартиерата, който обгражда щита, е изписан с девиза на Ордена на жартиерата на средновековен френски: Honi soit qui mal y pense („Срам за този, който мисли зло за него“).
- Пример за тривърхова бризура върху щит
- Герб на Кралската принцеса Ан

### Транспаранти, знамена и щандарти
Щандартът на Ан е Кралският щандарт на Обединеното кралство, различаващ се по тривърховата бризура с червено сърце в централния връх и с кръст на Свети Георги в първия и третия връх, подобно на тази в герба ѝ. Има и вариант на щандарта за употреба в Шотландия.
От 2013 г. кралската принцеса Ан има лично хералдическо знаме за използване в Канада. Това е Кралският герб на Канада под формата на щандарт, нарушен със син кръг, заобиколен от венец от златни кленови листа, в който има изобразено „А“, увенчано от корона. Над кръга има бяла бризура с три върха, с червено сърце в централния връх и с кръст на Свети Георги в първия и третия връх.
- Кралски щандарт на принцеса Ан, кралска принцеса
- Кралски щандарт на принцеса Ан, кралска принцеса (Шотландия)
- Кралски щандарт на принцеса Ан, кралска принцеса (Канада, 2013 – понастоящем)

## Брак и потомство
Кралската принцеса Ан се омъжва два пъти:
∞ 1. 14 ноември 1973 в Уестминстърското абатство, Лондон за Марк Филипс (* 22 септември 1948 в Тетбъри, Англия), военен, син на майор Питър Уилям Гарсдайн Филипс и съпругата му Патриша Таяркс. Развод 23 април 1992. Двамата има син и дъщеря:
- Питър Филипс (* 15 ноември 1977 в Лондон), бизнесмен и мениджър; ∞ 17 май 2008 в параклиса „Сейнт Джордж на Уиндзорския замък за Отъмн Кели (* 3 май 1978 в Монреал), канадка, от която има две дъщери: Савана Ан Кейтлийн (* 29 декември 2010 в Глостър) и Айла Елизабет (* 29 март 2019 в Глостър). Развод 4 юни 2021.
- Зара Филипс, по мъж Тиндал (* 15 май 1981 в Лондон), спортистка (конен спорт); ∞ 30 юли 2011 в църква „Канонгейт кърк“ в Едингбург (Шотландия) за ръгбиста Майк Тиндал (* 18 октомври 1978 в Отли, Западен Йоркшър, Англия), от когото има две дъщери: Mia (* 17 януари 2014 в Глостър) и Лейна Елизабет (* 18 юни 2018 в Глостър), и един син: Лукас Филип (* 21 март 2021 в резиденция Гаткомб Парк)

∞ 2. 12 декември 1992 в църквата „Крати Кърк“ (Шотландия) близо до замъка Балморал за Тимъти Джеймс Хамилтън Лорънс (* 1 март 1955 в Лондон), морски офицер, бъдещ вицеадмирал, син на Гай Стюарт Лорънс, командир, бизнесмен и съпругата му Барбара Алисън Саймънс, от когото няма деца.

## Родословие
|  |                                 |  |  |  |  |  |  |  |  |  |  |  |  |
|  | Георгиос I                      |  |  |  |  |  |  |  |  |  |  |  |  |
|  |                                 |  |  |  |  |  |  |  |  |  |  |  |  |
|  |                                 |  |  |  |  |  |  |  |  |  |  |  |  |
|  | Андрей Гръцки и Датски          |  |  |  |  |  |  |  |  |  |  |  |  |
|  |                                 |  |  |  |  |  |  |  |  |  |  |  |  |
|  |                                 |  |  |  |  |  |  |  |  |  |  |  |  |
|  | Олга Константиновна             |  |  |  |  |  |  |  |  |  |  |  |  |
|  |                                 |  |  |  |  |  |  |  |  |  |  |  |  |
|  |                                 |  |  |  |  |  |  |  |  |  |  |  |  |
|  | Филип, херцог на Единбург       |  |  |  |  |  |  |  |  |  |  |  |  |
|  |                                 |  |  |  |  |  |  |  |  |  |  |  |  |
|  |                                 |  |  |  |  |  |  |  |  |  |  |  |  |
|  | Лудвиг Александър фон Батенберг |  |  |  |  |  |  |  |  |  |  |  |  |
|  |                                 |  |  |  |  |  |  |  |  |  |  |  |  |
|  |                                 |  |  |  |  |  |  |  |  |  |  |  |  |
|  | Алис Батенберг                  |  |  |  |  |  |  |  |  |  |  |  |  |
|  |                                 |  |  |  |  |  |  |  |  |  |  |  |  |
|  |                                 |  |  |  |  |  |  |  |  |  |  |  |  |
|  | Виктория фон Хесен-Дармщат      |  |  |  |  |  |  |  |  |  |  |  |  |
|  |                                 |  |  |  |  |  |  |  |  |  |  |  |  |
|  |                                 |  |  |  |  |  |  |  |  |  |  |  |  |
|  | принцеса Ан                     |  |  |  |  |  |  |  |  |  |  |  |  |
|  |                                 |  |  |  |  |  |  |  |  |  |  |  |  |
|  |                                 |  |  |  |  |  |  |  |  |  |  |  |  |
|  | Джордж V                        |  |  |  |  |  |  |  |  |  |  |  |  |
|  |                                 |  |  |  |  |  |  |  |  |  |  |  |  |
|  |                                 |  |  |  |  |  |  |  |  |  |  |  |  |
|  | Джордж VI                       |  |  |  |  |  |  |  |  |  |  |  |  |
|  |                                 |  |  |  |  |  |  |  |  |  |  |  |  |
|  |                                 |  |  |  |  |  |  |  |  |  |  |  |  |
|  | Мери Тек                        |  |  |  |  |  |  |  |  |  |  |  |  |
|  |                                 |  |  |  |  |  |  |  |  |  |  |  |  |
|  |                                 |  |  |  |  |  |  |  |  |  |  |  |  |
|  | Елизабет II                     |  |  |  |  |  |  |  |  |  |  |  |  |
|  |                                 |  |  |  |  |  |  |  |  |  |  |  |  |
|  |                                 |  |  |  |  |  |  |  |  |  |  |  |  |
|  | Клод Джордж Боуз-Лайън          |  |  |  |  |  |  |  |  |  |  |  |  |
|  |                                 |  |  |  |  |  |  |  |  |  |  |  |  |
|  |                                 |  |  |  |  |  |  |  |  |  |  |  |  |
|  | Елизабет Боуз-Лайън             |  |  |  |  |  |  |  |  |  |  |  |  |
|  |                                 |  |  |  |  |  |  |  |  |  |  |  |  |
|  |                                 |  |  |  |  |  |  |  |  |  |  |  |  |
|  | Сесилия Боуз-Лайън              |  |  |  |  |  |  |  |  |  |  |  |  |
|  |                                 |  |  |  |  |  |  |  |  |  |  |  |  |
|  |                                 |  |  |  |  |  |  |  |  |  |  |  |  |

## Обяснителни бележки
1. ↑  Пъртското споразумение (Perth Agreement) и Законът за наследяването на короната от 2013 г. (Succession to the Crown Act 2013) променят линията на наследяване на британския трон до абсолютно първородство. Това обаче се прилага само за родените след споразумението, така че нито Кралската принцеса, нито нейните потомци по това време са преместени напред в линията.
2. ↑  Нейни кръстници са кралицата (по-късно кралица Елизабет, кралицата-майка; нейна баба по майчина линия); принцеса Маргарита Гръцка и Датска – наследствена принцеса на Хоенлое-Лангенбург (нейна леля по бащина линия); принцеса Алис Гръцка и Датска (нейната баба по бащина линия); Луис Маунтбатън, 1-ви граф Маунтбатън-Бирмански (неин прачичо по бащина линия) и Андрю Елфинстоун (неин първи братовчед).
3. ↑  Степен O (на англ. O Level) или Обикновено ниво; официално наименование: Общ сертификат за образование: Обикновено ниво (на англ. General Certificate of Education: Ordinary Level), е квалификация по предмет, предоставена като част от Общото свидетелство за образование GCE (на англ. General Certificate of Education). Въведено е на мястото на училищния сертификат през 1951 г. като част от образователна реформа заедно с по-задълбоченото и академично строго Степен A (на англ. A-level), официално наименование на квалификацията: Общ сертификат за образование: Обикновено ниво (на англ. General Certificate of Education – Advanced Level) в Англия, Уелс и Северна Ирландия.
4. ↑  През 2002 г. Църквата на Англия се съгласява разведените лица да могат да се оженят повторно в църквата при определени обстоятелства, като преценката е на енорийския свещеник.
5. ↑  Като дете на дъщеря на монарха Ан обикновено не би получила титлата „принцеса“ или „кралско височество“. Въпреки това на 22 октомври 1948 г. са издадени патентни писма, които предоставят тези титли на всички деца на принцеса Елизабет и принц Филип.
6. ↑  В хералдиката страните на щита се определят не от положението на зрителя, а от това на този, който го държи. Поради тази причина хералдично ляво е всъщност дясно за зрителя и т.н.